# 聖ペトロと聖パウロ大聖堂

聖ペトロと聖パウロ大聖堂

聖ペテロと聖パウロ大聖堂 (チェコ語：Katedrála svatého Petra a Pavla)とは、チェコ共和国ブルノ中心部のペトロフ丘の上にあるカトリック教会の大聖堂である。聖ペトロと聖パウロ大聖堂は、今日モラヴィア南部の最も有名な建築物の一つであり、チェコ共和国が誇る国家的な文化記念碑である。内部の装飾はほとんどバロック様式である一方で、大聖堂、外部の最も印象的な高さ84メートルの尖塔はゴシックリバイバル風に1904年から1905年までの建築家アウグストキルシュタインが設計したものである。

## 正午他種
伝統的に聖ペトロと聖パウロ大聖堂は、一般的な大聖堂とは異なり、12時ではなく午前11時に正午の鐘を鳴らす。伝説によると、三十年戦争時期にボヘミアに侵攻したスウェーデン軍がブルノ市を包囲した際に、もし8月15日正午までの都市を占領していなければ、攻撃を停止すると約束したという。戦闘が開始され、いくつかのすばしこい市民は一時間前に鐘を鳴らし、最終的にはスウェーデン軍はそれに騙されて、攻城戦を停止し、撤退した。ブルノは30年戦争の間、スウェーデンを撃退した唯一の都市であった。